# Port lotniczy Kiffa
Port lotniczy Kiffa (IATA: KFA, ICAO: GQNF) – port lotniczy położony w Kiffa, w regionie Al-Asaba, w Mauretanii.